# 可口可樂體育館 (約翰尼斯堡)
WeBuyCars Dome，舊名可口可乐穹顶体育馆（Coca-Cola Dome）是位於南非約翰內斯堡北部Olievenhout大道的一個室內體育場所，距離約翰內斯堡國際機場大概是35分鐘的車程。體育館可以容納18,000人，於1997年啟用。體育館是由Thebe Exhibitions所擁有及經營。
可口可樂體育館位於在Northgate購物中心旁邊，可口可樂體育館的圓頂可以承辦各種各樣不同的事件，譬如貿易和展覽、音樂會、公司宴會、國際性會議以及室內體育項目。

## 外部連結
- 可口可樂體育館官方網頁